# 哈維蘭 (堪薩斯州)
哈維蘭（英語：Haviland）是一個位於美國堪薩斯州凱厄瓦縣的城市。

## 地方資料
根據2020年美國人口普查的數據，哈維蘭的面積為1.28平方千米，當中陸地面積為1.28平方千米，而水域面積為0.00平方千米。當地共有人口678人，而人口密度為每平方千米529.69人。